# Раух бира
Раух бира (на немски: Rauchbier, от „rauch“ – дим, пушек), известна и като Пушена бира, е традиционна германска бира, тип лагер, в стил мерцен, която се произвежда основно в района на Бамберг. Това е бира с особен вкус, който се дължи на опушения малц. Характерният димен привкус напомня за пушено месо. Като синоним се използва и наименованието Бамбергер Раухбир.

## История
Раух бирата е исторически специалитет на град Бамберг, Германия. Пушеният на бук малц се използва за приготвянето на кехлибарен лагер от вида мерцен.
Съществува легенда за появата на този вид бира, според която в една пивоварна избухнал пожар и съхраняваният в нея малц се пропил с миризмата на дим. Пивоварът, който бил беден човек, се принудил да продава бира, произведена от този опушен малц. Вкусът на бирата обаче допаднал на неговите клиенти и така възникнал новият вид пиво.
На практика през Средните векове голяма част от бирата била опушена, поради способа за производство на малц, който преди да бъде вложен трябвало да бъде добре изсушен. Тъй като изсушаването на слънце било възможно само в някои райони, се използвало сушене на открит огън. Топлината и дима прониквали през разположения върху решетка влажен малц и го изсушавали, като по този начин увеличавали и срока на неговото съхранение. В процеса на индустриализацията били открити и нови способи на изсушаване, с използването на въглища и нефт. Тези нови технологии били по-евтини и постепенно изместили стария способ на изсушаване чрез огън.
След появата на неопушения малц много пивоварни престават да произвеждат раух бира, но някои пивоварни в Бамберг съхраняват традицията, затова често се използва и наименованието „бамбергер раухбир“. Вкусът на бирата е необичаен, особено на бирата, произвеждана от пивоварната Шленкерла (на немски: Schlenkerla), която се характеризира с особено силен димен вкус и аромат. Други пивоварни около Бамберг също произвеждат раух бира, но с по-лек мирис на дим.

## Характеристика
Раух бирата е пиво в стил мерцен/октоберфест със сладък, димен аромат и вкус и тъмно-кехлибарен до тъмнокафяв цвят. Прозрачно пиво, образува гъста жълто-кафява пяна. Във вкуса и аромата доминират дим и малц, с променлив баланс и интензивност при различните марки. Характерът на буковия дим може да варира от лек до силен, с нотки на пушен бекон, дървесина или изгоряло. Алкохолното съдържание варира от 4,8 до 6,5 об.%. За производството на бирата се използват немски раухмалц (Rauchmalz, опушен на бук малц от виенски тип) от 20 до 100 % от зърнената маса, останалата част са немски малцове, обикновено използвани за приготвяне на мартенска бира; немски лагерни дрожди и немски или чешки сортове хмел.

## Търговски марки
Известни германски търговски марки са Schlenkerla Rauchbier Märzen, Kaiserdom Rauchbier, Göller Rauchbier, Spezial Rauchbier.

## Пушена немска бира в други стилове
Освен бамбергския мерцен, немските пивовари използват опушени малцове и за производството на други традиционни немски стилове като бок, допелбок, вайцен, дункел, шварц, хелес, пилзнер и други специални стилове. Примери в тази насока са марките Schlenkerla Weizen Rauchbier и Schlenkerla Ur-Bock Rauchbier.

## Пушена бира извън Германия
Понастоящем производството на раух бира се възражда в Германия, но се развива и в други страни, най-вече в САЩ, където се вари сезонно от множество малки пивоварни.
Процесът на използване на опушени малцове е приспособен и към други стилове бира, най-вече портър и силни шотландски ейлове. Във Великобритания и САЩ опушената бира е известна като Smoked Beer. С този термин се обозначава всяка бира, независимо от базовата ѝ основа, в която димът се проявява като основна вкусова или ароматна характеристика. Типични търговски марки от негермански тип са: Alaskan Smoked Porter, Stone Smoked Porter, Arcadia London Porter, Smokestack Heritage Porter, Voodoo Doughnut Maple Bacon Ale, Dark Horse Fore Smoked Stout, Smokestack Heritage Porter, DeGroen's Rauchbock, Rogue Smoke.